# Jon Iñarritu
Jon Iñarritu García (Lejona, 28 de marzo de 1979) es un jurista y político español, diputado de las Cortes Generales por Guipúzcoa de la formación Euskal Herria Bildu.

## Biografía
Jon Iñarritu García nació en Lejona (Vizcaya) el 28 de marzo de 1979. Se licenció en Derecho en la Universidad del País Vasco y cursó el máster en Derecho Europeo e Internacional en la Universidad Pierre Mendès France.
Fue diputado del Congreso de los Diputados de España en la x legislatura (2011-2015) por la coalición de izquierdas Amaiur y posteriormente fue senador (2016-2019), designado por el Parlamento Vasco en representación de Euskal Herria Bildu. Ejerció como asesor en el Parlamento Europeo.
En las elecciones de 2019 fue elegido diputado del Congreso.
Iñarritu fue uno de los fundadores de Aralar que en 2011 se alió con la izquierda abertzale, EA y Alternatiba para crear Amaiur, primero, y EH Bildu, más tarde.
La trayectoria política de Iñarritu ha estado marcada por el rechazo y la condena a la violencia y un interés por la política, el derecho a la autodeterminación y los pueblos y civilizaciones pequeñas.